# 山崎毅
山崎 毅（やまさき たけし、1959年7月3日 - ）は、熊本県出身のボートレーサー。

## 来歴
2009年4月19日、鳴門競艇場にて開催された第9回 名人戦で3回目のG1優勝する。

## 獲得タイトル
- 2009年 4月19日 第10回 名人戦（鳴門競艇場）